# Joc assassí
Joc assassí (títol original en anglès: The Watcher) és un thriller estatunidenc dirigit per Joe Charbanic estrenat l'any 2000. Aquesta pel·lícula ha estat doblada al català.

## Argument[calcitació]
Després haver passat vuit anys a investigar sobre els assassins en sèrie, Joel Campbell, agent de l'FBI, decideix tirar la tovallola. Però el seu passat l'empaita quan David Griffin, un psicòpata que ha acorralat durant molt de temps, juga amb els seus nervis enviant-li per correu postal, 24 hores abans de matar-los, les fotos de les seves víctimes...A desgrat, Campbell ha de tornar al servei.

## Repartiment
- James Spader: Joel Campbell
- Keanu Reeves: David Griffin
- Marisa Tomei: Polly Beilman
- Chris Ellis: Hollis
- Ernie Hudson: Ibby
- Robert Cicchini: Mitch
- Jenny McShane: Diana
- Rebekah Louise Smith: Ellie
- Gina Alexander: Sharon
- Andrew Rothenberg: Jack Fray
- Joseph Sikora: l'skater

## Rebuda
Premis
- 2000: Nominada als Premis Razzie: Pitjor actor secundari (Keanu Reeves)[cal citació]

Crítica
- "Una cosa que ningú ha de veure"[2]
- "No val la pena"[3]
- "Un bast i mecànic thriller que hauria d'haver anat directament al vídeo"[4]